# Pliolampas
Pliolampas is een geslacht van uitgestorven zee-egels, en het typegeslacht van de familie Pliolampadidae.

## Soorten
- Pliolampas dilatatus Callegari, 1930 †
- Pliolampas lorioli Fourtau, 1909 †
- Pliolampas trevisani Checchia-Rispoli, 1936 †